# Szemere Vera (színművész)
Szemere Vera, született Seligmann (Budapest, 1923. augusztus 6. – Budapest, 1995. április 3.) magyar színésznő, érdemes művész.

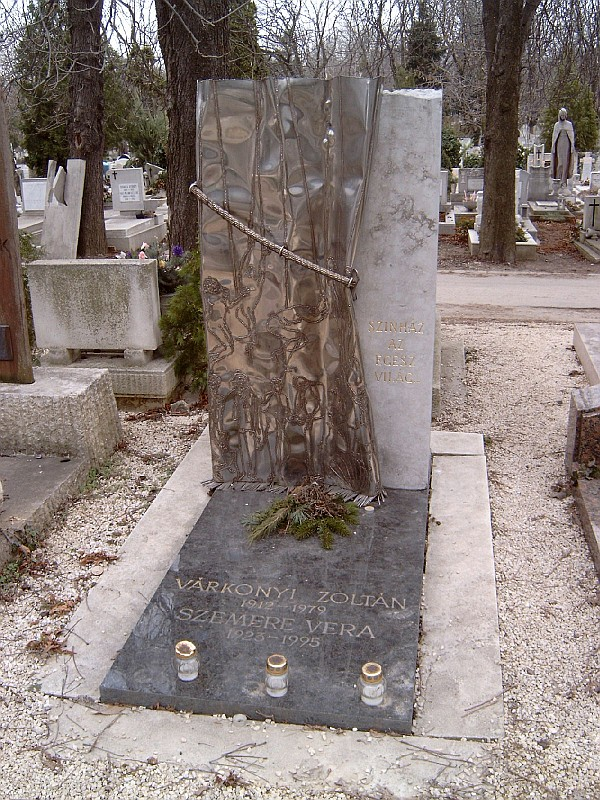
Várkonyi Zoltán és Szemere Vera sírja a Farkasréti temetőben

## Életpályája
Seligmann Gyula (1892–1969) vállalkozó és Stagl Mária Katalin (1893–1976) leányaként született. 1942-ben végzett a Színház- és Filmművészeti Főiskola hallgatójaként. Pünkösti Andor idején lett a Madách Színház tagja. A második világháborút követően a Művész Színházban lépett fel. 1949-től a Petőfi Színház, 1958–1976 között ismét a Madách Színház tagja volt.

## Családja
Férje Várkonyi Zoltán volt, akivel 1946-ban kötöttek házasságot. A következő évben jött világra a fiuk, Várkonyi Gábor rendező, forgatókönyvíró, producer 1947. július 20-án. A fia özvegye Várkonyiné Farkas Éva és egyetlen unokája, Várkonyi Gáspár  adják át évente az általa a férje emlékére létrehozott emlékdíjat.

## Színházi szerepei
A Színházi Adattárban regisztrált bemutatóinak száma: 38.
- Vaszary Gábor: A meztelen lány... Éva
- Szilágyi–Kellér Dezső: Szabotál a gólya... Yvonne
- Halász: Házasság hármasban... Dolly
- Agatha Christie: Tíz kicsi néger... Vera Claythorne
- Frank: Kezdhetjük elölről... Anna
- Henrik Ibsen: Hedda Gabler... Elvstedné
- Gow-D'Usseau: Mélyek a gyökerek... Genevra
- Priestley: Ádám és Éva... Rosemary
- Galsworthy: Úriemberek... Mabel
- Szurov: Vadnyugat... Mrs. Buster
- Gorbatov: Az apák ifjúsága... Natasa-Jelena
- Szurov: Sérelem... Marfusa
- Koralov: Sorsdöntő napok... Sztavrev Velka
- Anton Szemjonovics Makarenko: Az új ember kovácsa... Jekaterina Grigorjevna
- Gárdonyi Géza: Egri csillagok... Cecey Éva
- Móricz Zsigmond: Légy jó mindhalálig... Viola
- Ljubimova: Hólabda... Miss Feller
- Ivanov: Páncélvonat... Mása
- Karinthy Frigyes: 'Tanár úr kérem' Jelenetek és egyfelvonásosok...
- Afinogenov: Kisunokám... Vjera Mihajlovna
- Slotwinski-Skowronski: Az igazgató úr nevenapja... Zuzia
- Luigi Pirandello: Hat szerep keres egy szerzőt... Első színésznő
- Edmond Rostand: A sasfiók... A főhercegnő
- Sardou-Najac: Váljunk el... Clavignacné
- Aymé: Nem az én fejem... Juliette Maillard
- Tabi László: Különleges világnap... Elli
- Musset: Lorenzaccio... Cibo marchesa
- Sarkadi Imre: Elveszett paradicsom... Éva
- Gyárfás Miklós: Változnak az idők... Paula
- Bródy Sándor: A szerető... Az anyja
- William Shakespeare: Téli rege... Emília
- Scarnicci–Tarabusi: Kaviár és lencse... Helena Vietoris
- Illyés Gyula: Kegyenc... Eudoxia
- Wilder: Hosszú karácsonyi ebéd... Bayard mama
- Stoppard: Nagy szimat avagy az igazi mesterdetektív... Mrs. Drudge
- Williams: Az iguana éjszakája... Judith Fellowes
- Molnár Ferenc: A hattyú... Symphorosa
- Illés Endre: Névtelen levelek... Noémi

### Egyéb színházi szerepei
- Herczeg Ferenc: Ocskay brigadéros... Tisza Ilona
- Szophoklész: Elektra... Krüszotémisz
- Felkai Ferenc: Potemkin... Fanariota
- Molière: A képzelt beteg... Angélika
- John Steinbeck: Lement a hold... Molly Moran
- Cronin: A nagy út... Mary Murray

## Filmjei
- Muzsikáló május (1941, rövid)
- Alkalom (1942) – szobalány
- Férfihűség (1942) – virágárusnő
- Gyávaság (1942) – Dóra
- Keresztúton (1942) – Attovay Nelly
- Külvárosi őrszoba (1942) – ápolónő
- Négylovas hintó (1942) – Mayer Lippay Lilian
- Őrségváltás (1942) – Bajkó Lászlóné, Magda
- Futótűz (1943) – Éva, a gubernátor lánya
- Magyar sasok (1943) – Mária
- Sárga kaszinó (1943) – Apor Klári, Tamás második menyasszonya
- Fiú vagy lány? (1944) – Julika, Pötörke lánya
- Forró mezők (1948) – a jegyző felesége
- A képzett beteg (1952; rövidfilm) – ápolónő
- A város alatt (1953)
- Liliomfi (1954) – Zengőbérciné
- A 9–es kórterem (1955) – Ilonka, Tóth Gáspár felesége
- Különös ismertetőjel (1955) – Anna
- Keserű igazság (1956) (1986–ban mutatták be) – Sztankóné
- Sóbálvány (1958) – Vera
- A szerző ma meghal (1961; TV film) – Miss Pope
- Menekülés a börtönbe (1961; TV film) – Lándori Viktorné
- A tőr (1962; TV film) – Anya
- Az utolsó vacsora (1962) – Baksa Judit, titkárnő
- Honfoglalás 1-3. (1963; TV film) – grófnő
- Mici néni harmadik élete – Kiss Manyi műsora (1964; werkfilm)
- Özvegy menyasszonyok (1964) – Kovács Péterné, Kati édesanyja
- A két találkozás (1965; TV film)
- A kőszívű ember fiai 1-2. (1965) – Plankenhorst Antoinette
- Az asszony beleszól (1965) – Miniszteri tanácsosné
- Butaságom története (1965) – Cipőbolt vezető
- Csak a tükör görbe – A rádió című rész (1965; TV film)
- Aranysárkány (1966) – tanárné
- Kárpáthy Zoltán (1966) – Kocserepyné
- Oly korban éltünk (1966; TV sorozat) – Mária
- Változó felhőzet (1966) – Palkovitsné
- A százegyedik szenátor (1967; TV film) – Carole Tyler anyja
- Bözsi és a többiek (1967, TV sorozat) – Klári
- Alfa Rómeó és Júlia (1968) – Márta
- Egri csillagok 1-2. (1968) – Ceceyné
- Halász doktor (1968, TV film)
- Szerelmi álmok (1970) – Liszt Ádámné, Liszt anyja
- Vivát, Benyovszky! (1975; TV film) – Nilov felesége
- Hatholdas rózsakert (1978) – vendég
- Széchenyi napjai (1985; TV film) – Lichnowsky hercegné
- Égető Eszter – Háborús tavasz című rész (1986; TV sorozat)
- Nyolc évszak (1987; TV sorozat) – Péterházi Dóra

## Szinkronszerepei
- My Fair Lady: Mrs. Higgins - Gladys Cooper
- Pirogov: Bakulina - Olga Lebzak

## Díjai, elismerései
- Érdemes művész (1976)